# Europastraße 41
Die Europastraße 41 (Abkürzung: E 41) ist eine 788 km lange Europastraße, die sich von Norden nach Süden durch Deutschland und die Schweiz erstreckt.

## Verlauf

### Straßenverlauf
Die E 41 beginnt am Autobahnkreuz Dortmund-Nordwest in Castrop-Rauxel, wo sie von der Europastraße 34 abzweigt, und verläuft auf der Trasse der Autobahn 45. Am Seligenstädter Dreieck wechselt sie auf die Bundesautobahn 3. Am Autobahndreieck Würzburg-West wechselt die E 41 auf die Bundesautobahn 81 bis zu deren Ende bei Gottmadingen. Dort verläuft sie 2 Kilometer weit auf der Bundesstraße 34 durch Bietingen zur Landesgrenze zwischen Deutschland und der Schweiz.
In diesem Abschnitt ist die Straße identisch mit dem Verlauf der E 54.
Im Kanton Schaffhausen ist die Straße von der Zollstelle Bietingen-Thayngen einen Kilometer lang als Hauptstraße klassiert, danach führt sie auf der Autobahn A4 weiter und mitten durch die Stadt Schaffhausen zur Rheinbrücke N4 und durch den direkt anschließenden Flurlingertunnel im Kanton Zürich.
Der 165 Kilometer lange Abschnitt der E 41 in der Schweiz liegt von der Verzweigung Winterthur-Nord bis zum Autobahnkreuz Limmattal mit der Autobahn A1 und zugleich mit dem Verlauf der E 60 zusammen. Aus dem Limmattal führt die E 41 mit der A4 durch das zürcherische Knonaueramt und den Kanton Zug nach Küssnacht, wo sie den Kanton Schwyz erreicht. Bei Brunnen hört der als richtungsgetrennte Autobahn ausgebaute Abschnitt der A4 auf und die E 41 führt über die Hauptstrasse 2, auch bekannt als Axenstrasse, am Ostufer des Urnersees nach Flüelen im Kanton Uri, wo sie bei Altdorf an der Autobahnverzweigung Altdorf auf die Autobahn A2 trifft, die zugleich der E 35 entspricht.

### Städte
Wichtige Städte, die an der E 41 liegen, sind in Deutschland Dortmund, Hagen, Lüdenscheid, Siegen, Wetzlar, Gießen, Hanau, Aschaffenburg, Würzburg, Heilbronn, Stuttgart, Böblingen, Herrenberg, Bad Dürrheim, Singen und in der Schweiz Schaffhausen, Winterthur, Zürich, Rotkreuz, Schwyz und Altdorf.